# Durance
Durance (okcitansko Durença) je 320 km dolga reka v jugovzhodni francoski regiji Provansa-Alpe-Azurna obala. Njen izvir se nahaja  v Kotijskih Alpah, v bližini Briançona, nakar teče v smeri jugozahoda, dokler se južno od Avignona ne izlije v Rono.

## Geografija

### Porečje
- Clarée
- Guisane
- Guil
- Ubaye
- Buëch
- Asse
- Verdon
- Coulon

### Departmaji in kraji
- Hautes-Alpes: Briançon, Embrun,
- Alpes-de-Haute-Provence: Sisteron, Manosque,
- Bouches-du-Rhône: Peyrolles-en-Provence, Orgon,
- Vaucluse: Cavaillon.